# Louis Stuyt
Lodewijk Benedictus Johannes (Louis) Stuyt (Amsterdam, 16 juni 1914 – Den Haag, 30 oktober 2000) was een Haagse internist, die in 1971 in het kabinet-Biesheuvel I de eerste minister werd die speciaal belast was met het milieu. Hij bracht in 1972 de Urgentienota over Milieuhygiëne uit, waarin een eerste inventarisatie van milieuproblemen werd gegeven. Al in 1972 riep de Sociaal Economische Raad op, de bestedingswensen voor milieufactoren te beteugelen omdat er voor de komende jaren in het algemeen steile prijsverhogingen werden voorzien.
Verder ontwierp hij samen met toenmalig minister van Justitie Van Agt een wettelijke regeling rondom de strafbaarstelling van het uitvoeren van abortus provocatus bij een vrouw. Het zou strafbaar blijven, tenzij sprake was van bijzondere omstandigheden. Dat voorstel kreeg geen meerderheid in de Kamers en zou geen wet worden. Pas kort voor zijn benoeming tot minister was hij KVP-lid geworden. Na zijn ministerschap was hij nog vier jaar Staatsraad in buitengewone dienst.

## Persoonlijk leven
Louis Stuyt werd in 1914 geboren als zoon van architect Jan Stuyt en Jeanne Louise (Loulou) Barozzi. Hij trouwde in 1956 met Eliane van Rijckevorsel van Kessel.
- Biografisch Portaal: 06400081
- International Standard Name Identifier: 0000 0003 9542 4799
- Nederlandse Thesaurus van Auteursnamen: 068177186
- Parlement.com: vg09llijrisg
- Virtual International Authority File: 290161353
- WorldCat: E39PBJvMyJRpJ9dh9FGtFJ94bd